# Władysław zatorski
Władysław (Włodko) (ur. około 1455, zmarł 1493) – książę zatorski w latach 1468–1474 razem z braćmi, od 1474 na połowie Zatora z bratem Janem V, w wyniku podziału 1482 książę na Wadowicach. 
Włodko był czwartym pod względem starszeństwa synem księcia zatorskiego Wacława I i szlachcianki Małgorzaty Kopczowskiej. Włodko po raz pierwszy w dokumentach pojawił się w 1470. Cztery lata później w wyniku podziału został wraz z Janem V księciem połowy Zatora i obszarów położonych na zachód od rzeki Skawy. Początkowo Jan i Władysław rządzili wspólnie, dopiero w 1482 doszło do podziału ich kompetencji i odtąd najmłodszy syn Wacława I otrzymał okręg wadowicki jako uposażenie. Władysław był żonaty z nieznaną bliżej Anną, z którą dochował się córki Agnieszki, wydanej za szlachcica, Jana z Tworkowa. Miał również najprawdopodobniej nieślubnego syna Włodzimierza, mnicha tynieckiego. Władysław Zatorski zmarł w 1493 roku przekazując obszar swojego księstwa jedynemu pozostałemu przy życiu bratu, Janowi V. Same Wadowice przekazał córce Agnieszce, jednak tylko jako posiadłość ziemską, bez rangi udzielnego księstwa.